# Isaiah Oliver
Isaiah Oliver (Phoenix, 30 settembre 1996) è un giocatore di football americano statunitense che milita nel ruolo di cornerback per i New York Jets della National Football League (NFL).

## Carriera universitaria
Al college Oliver giocò a football con i Colorado Buffaloes dal 2015 al 2017. Nella sua carriera nel college football mise a segno 82 tackle e 3 intercetti. Dopo la stagione 2017 decise di dichiararsi eleggibile per il Draft NFL. Oliver fu anche membro della squadra di atletica leggera dell'istituto.

## Carriera professionistica

### Atlanta Falcons
Oilver fu scelto nel corso del secondo giro (52º assoluto) del Draft NFL 2018 dagli Atlanta Falcons. Debuttò come professionista subentrando nella gara del terzo turno contro i New Orleans Saints mettendo a segno 4 tackle. La sua stagione da rookie si chiuse con 23 tackle e un intercetto in 14 presenze.

### San Francisco 49ers
Il 15 marzo 2023 Oliver firmó con i San Francisco 49ers.

### New York Jets
Oliver firmò con i New York Jets l'11 marzo 2024.

## Palmarès
- National Football Conference Championship: 1

San Francisco 49ers: 2023

## Famiglia
Il padre, Muhammad Oliver, giocò nella NFL. Anche lo zio, Damon Mays, giocò nella medesima lega.